# Meg Cléry
Pour les articles homonymes, voir Cléry.
Élisabeth Marcelle Marguerite Cléry dite Meg Cléry ou Meg Cléry-Charcot, née à Bougival le 31 août 1874 et morte le 6 août 1960 à Saint-Servan-sur-Mer, est une peintre française.

## Biographie
Fille de Léon Cléry, bâtonnier de l'Ordre des avocats, épouse de Jean-Baptiste Charcot (1907), elle obtient une mention honorable au Salon des artistes français en 1904.

## Récompense
- Chevalier de la Légion d'honneur (1960)[2],[3]